# 데블 (영화)
《데블》(영어: Devil)은 2010년 개봉한 미국의 초자연 공포 영화이다. M. 나이트 샤말란이 원안과 제작을 맡고, 존 에릭 다우들이 연출하였다. 크리스 메시나, 로건 마셜그린, 제프리 애런드, 보야나 노바코비치, 제니 오하라, 보킴 우드바인 등이 출연했다.

## 줄거리
한 엘리베이터 안에 서로를 모르는 평범한 시민들이 갇힌다. 그러나 이들 중 한 명은 인간인 척 하고 있는 악마(devil)이다.

## 출연
- 크리스 메시나 - 보든 형사 역
- 로건 마셜그린 - 토니 잰카우스키, 정비공, 전 해병대 역
- 제프리 애런드 - 빈스 매코믹, 영업 사원 역
- 보야나 노바코비치 - 세라 캐러웨이, 젊은 여성 역
- 제니 오하라 - 제인 카우스키, 노인 역
- 보킴 우드바인 - 벤 라슨, 경비 역
- 맷 크레이븐 - 러스티그, 건물 보안 요원 역
- 하코브 바르가스 - 라미레스, 건물 보안 요원 역
- 조지프 코브든 - 드와이트, 엘리베이터 수리공 역
- 카롤린 다베르나스 - 엘사 나하이 역
- 조슈아 피스 - 마커위츠 형사 역
- 조이 파머 - 셰릴 역
- 빈센트 러레스카 - 헨리 역
- 루비 웨브 - 나이 든 관리인 역
- 크레이그 엘드리지 - 도널리 역
- 게나디스 돌가놉스 - 관리인 역
- 조 핑구에이 - 영업부 직원 역
- 마이클 로즈 - 소방위 역
- 켈리 존스 - 소방관 커치 역
- 조너선 포츠 - 웨인 커잰 역
- 앨리스 푼 - 최 경관 역
- 스테이시 츠보스키 - 자동차 충돌 사고 여자 역
- 제이 헌터 - 소방관 역
- 게이지 먼로 - 제시 보든 역
- 킴벌리 에이블스 진드라 - 검은 눈물 여자 역

## 기타 제작진
- 공동 제작: 아슈윈 라잔, 존 러스크
- 라인 제작: 조지프 보시아
- 배역: 데브라 제인
- 의상: 에린 베낵